# Opisthotropis daovantieni
Opisthotropis daovantieni là một loài rắn trong họ Rắn nước. Loài này được Orlov, Darevsky & Murphy miêu tả khoa học đầu tiên năm 1998.